# Aktion Rose
De Aktion Rose was een gebeurtenis in de DDR waarbij alle hotels, taxibedrijven, vakantiewoningen en dienstverlenende bedrijven in februari 1953 werden genationaliseerd. Het zwaartepunt van deze handeling lag bij de badplaatsen aan de Oostzeekust en met name op het eiland Rügen. Vanwege vermeende overtreding van het Gesetz zum Schutz des Volkseigentums und anderen gesellschaftlichten Eigentums (wet op de bescherming van het openbare eigendom en andere maatschappelijke eigendommen) werden meer dan 400 eigenaren van dergelijke bedrijven gevangengezet.

## Politieke achtergrond
Aktion Rose is een typisch voorbeeld van de onteigeningsplannen van de SED en de strikte uitvoering van de wet op de bescherming van volkseigendommen, die was aangenomen in september 1952. De Oost-Duitse justitie wilde een daad stellen met snelle vervolging en afschrikwekkende tuchthuisstraffen, met name voor de middenstand aan de Oostzeekust, om zo de overname van bedrijven door de staat te versnellen. Een andere reden voor Aktion Rose was een militair belang: om het noordoosten van Rügen, naar het voorbeeld van Moermansk, om te bouwen tot een marinehaven, had de DDR veel ruimte nodig om soldaten, arbeiders en agenten van de Volkspolizei te huisvesten. Dankzij de gedwongen onteigening kon dit snel bewerkstelligd worden. Het plan om een dusdanig grote haven aan te leggen werd echter al in juni 1953 afgezwakt. De onteigeningen werden van propaganda voorzien, zoals krantenartikelen die berichtten over de vermeende “verraders” die terecht stonden.

## Verloop
Volgens documenten van de Volkspolizei in Rostock werd Aktion Rose al vanaf 2 januari 1953 voorbereid. Op 23 januari kwamen in Rostock de leiders van de onteigeningen, tot wie ook de latere procureur-generaal Josef Streit behoorde, samen. Op 10 februari begon Aktion Rose, waaraan 400 politieagenten deelnamen. De agenten hadden de opdracht om doelgericht te zoeken naar overtreders van de volkseigendomswet. Vooral mensen met contacten in de Bondsrepubliek, DDR-critici en verdachten van fascistische handelingen voor 1945 werden gezocht. Ook het luisteren naar West-Duitse radiozenders werd aangewend als mogelijke verdachtmaking.
De agenten, van wie velen nog in opleiding waren, hadden een maand om hun onderzoek te doen en de exploitanten van de ondernemingen aan de Oostzee angst aan te jagen. Zo werd een eigenaresse van een kindertehuis veroordeeld tot zestien maanden tuchthuis vanwege het niet opgeven van de aanschaf van 100 kg suiker, en haar dochter tot negen maanden cel en onteigening van haar vermogen, omdat de politie bij een huiszoeking twee kassabonnen uit het westen had gevonden. Het vonnis sprak van ongepastheid van het in West-Berlijn uitgeven van in de DDR verdiend geld, waar het alleen gebruikt zou worden om de Derde Wereldoorlog voor te bereiden.
Op een dergelijke wijze werden onder het mom van economische delicten veel eigenaren van winkels en kleine bedrijven onteigend en tot tuchthuisstraf veroordeeld. Velen werden opgesloten in de gevangenis Dreibergen te Bützow. Sommigen werden zelfs tot verhuizing naar afgelegen oorden gedwongen. 219 personen ontkwamen aan de gevangenschap door naar het westen te vluchten. De onteigende hotels en pensions werden voortaan geëxploiteerd door de FDGB. Dankzij de onteigeningen en de militaire plannen stortte het toerisme aan de Oostzee volledig in.

## Ontwikkeling na 17 juni 1953
Na de opstand van 17 juni 1953 werden veel onteigende hotelexploitanten uit het tuchthuis ontslagen. Vrijgesproken werden ze niet, slechts een klein aandeel in hun hotels was toegestaan. De meesten besloten echter naar het westen te vluchten. De meeste eigenaren die na Aktion Rose hun hotels bleven leiden konden echter nauwelijks in hun bedrijf investeren. Daardoor maakte de Oostzeekust tot 1990 een vervallen indruk.
Na de hereniging van Duitsland werden de meeste hotels weer aan hun vroegere eigenaren overgedragen, mits ze terugkeerden naar hun vroegere gebied. 